# Dioon planifolium
Dioon planifolium — вид саговникоподібних з родини замієвих (Zamiaceae). Місцем проживання цього виду є Мексика (Оахака).